# 화성 용주사 오층석탑
화성 용주사 오층석탑(華城 龍珠寺 五層石塔)은 경기도 화성시 용주사에 있는, 고려시대의 오층석탑이다. 2009년 3월 10일 경기도 유형문화재 제212호로 지정되었다.

## 개요
이 탑은 간략화된 기단부와 탑신부의 탑신석과 옥개석 등의 양식과 치석 수법을 볼 때 고려시대 건립된 것으로 추정되며, 기단부 면석부에 위패형 제액을 마련한 점은 드문 예에 속한다.

## 같이 보기
- 용주사
- 오층석탑

## 참고 자료
- 화성 용주사 오층석탑 - 국가유산청 국가유산포털